# Duhová cesta (album)
Duhová cesta je čtvrté studiové album brněnské skupiny Kamelot. Vydal ho Monitor Records v roce 1994, nahráno bylo ve studiu "V" ve Zlíně. Album bylo představeno v pořadu České televize Aport speciál s názvem Cesta za duhou (1994).

## Obsazení
Autorem všech textů a hudby je Roman Horký, až na text a hudbu k písni č. 5 (Já zas jak dřív), kterou složil Whitaker a text napsal Ronald Kraus. Obsazení skupiny:
- Roman Horký – sólo kytara, sólo zpěv
- Radek Michal – doprovodná kytara, sólo zpěv
- Jaroslav Zoufalý – congo, percussion, zpěv
- Petr Rotschein – baskytara, zpěv
- Karel Markytán – foukací harmonika, jako host

## Skladby
1. Cesta za duhou
2. Zázraky se dějí
3. Honolulu
4. Starej vůl
5. Já zas jak dřív
6. Velikej den
7. Pozor, tunel!
8. Nejhodnější děvče
9. Tony
10. Strach
11. Moře spí
12. Duhová cesta